# 法規

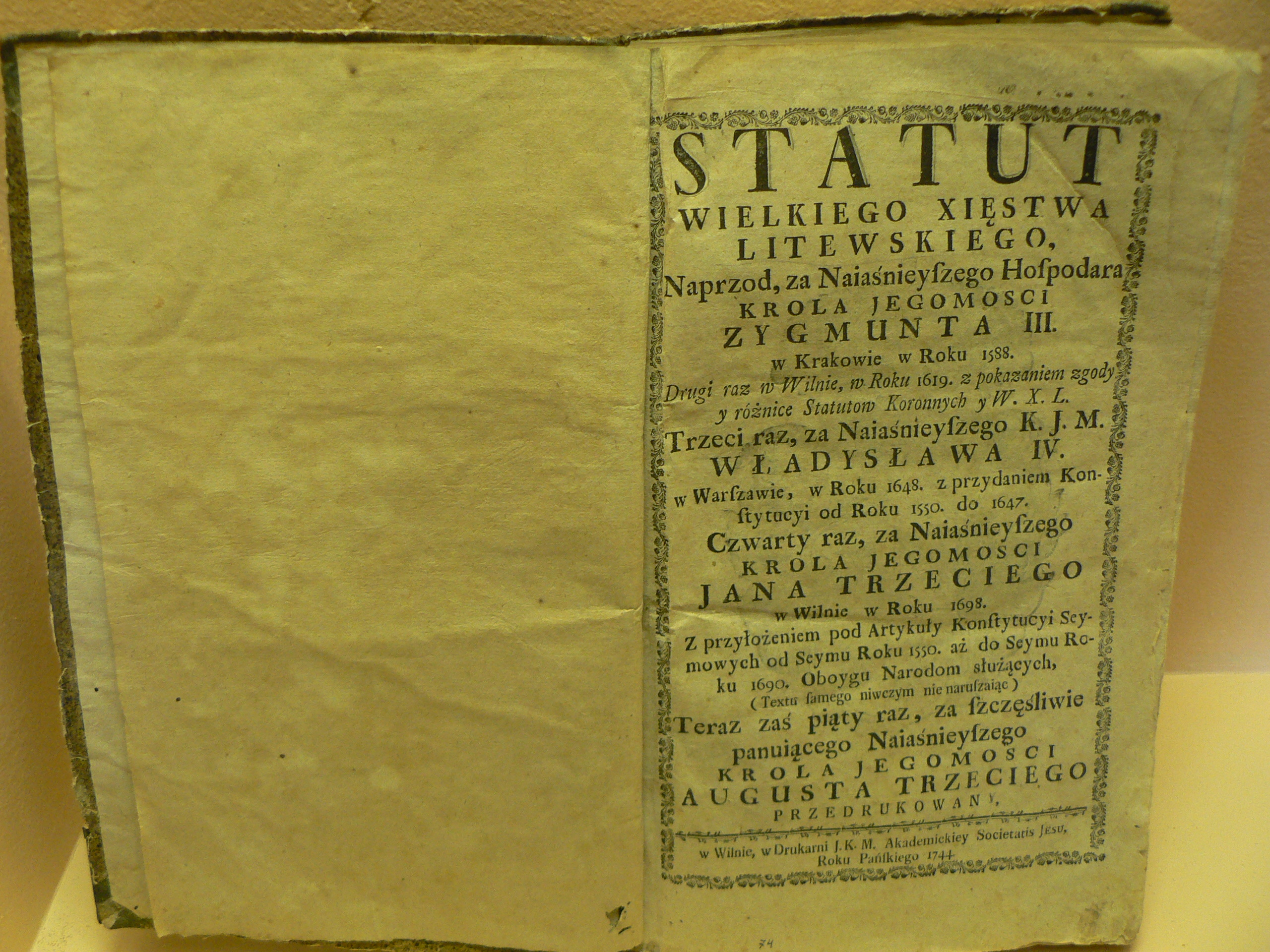
立陶宛大公國的法規，以波蘭文寫成

法規（英語：Statute；制定法）是由立法機關正式明文寫成的律例，用以管治國家、城市或地方。一般而言，法規的作用在於命令或禁止一類事物、或用作頒布一項政策。法規一詞通常用以區別立法機關參照由法院判定的判例法以及由行政機關頒佈的規例而制定的法律。法規有些時候會被稱為法例或「黑體字法」。作為法律的其中一個來源，法規也常被視作主要法源（相對於次要法源）。理想而言，所有法規都應該與一地的根本法律（如憲法）一致。
法規也是與普通法形成對比的。除非另有訂明，法規一般在獲得通過的時候，就獲得它享有的效力。法規大致可分為以下數類：公共或私人、解釋性或補救性、以及永久性或臨時性。臨時性法規在制定的時候，通常會訂明其時效，法規會在時效屆滿時失效，或在時效屆滿前被撤銷。永久性法規沒有訂明時效，因此也就沒有時效限制；不過，若果一條法規是由另一條臨時性法規規範，而有關法規本身卻沒有列明時效，該法規仍舊會隨著具規範性的臨時性法規因時效屆滿而相繼失去效力。
在某些國家，法規在成為法律以前，須先獲得政府內的最高行政當局同意，最終收錄成為法典的一部份。在不少國家，法規會收錄到法典內，並按不同的主題分類（稱為法典化），《美國法典》就是一個例子。